# Весеннее наступление (1944)
Весеннее наступление (серб. Пролећна офанзива) — наступательная операция немецко-болгарских войск против НОАЮ на территории Македонии и Южного Поморавья, продолжавшаяся с 25 апреля по 19 июня 1944.

## Предыстория
После активизации народно-освободительного движения в Македонии в 1943—1944 годах партизанские подразделения стали всё чаще и чаще вступать в схватки с болгарскими и немецкими частями, перерезать их линии снабжения в Македонии, после чего вышли на связь с южноморавскими партизанами, подчинявшимися Главному штабу НОАЮ в Сербии. Немцы приняли решение покончить с партизанскими частями в Македонии и стали готовить наступление при содействии болгарских и албанских подразделений.

## Наступление
30 апреля 1944 в Восточной Македонии началось наступление сил вермахта и их союзников: немцы отрядили в атаку гарнизоны из Восточной Македонии, болгары задействовали 14-ю, 17-ю и 29-ю пехотные дивизии, 13-й (из Кюстендила) и 41-й пехотные полки (из Греции). Наступление продолжалось до 19 июня 1944. Незадолго до этого 3-я македонская ударная бригада и Косовский партизанский отряд 24 апреля 1944 взяли Кратово. При помощи 6-й и 7-й южноморавской бригады в течение 20 дней 3-я бригада и Косовский отряд отбивали последовательные нападения 14-й, 17-й и 29-й болгарской пехотных дивизий, даже несмотря на болгарские подкрепления. 20 мая на Кривой Реке было прорвано кольцо окружения. 3-я македонская бригада, батальон 6-й бригады и батальон Косовской бригады вышли из кольца окружения и начали идти в контрнаступления против немецко-болгарских сил через горы Осогово и Плачковица в направлении гор Омар, Голак, Струмички-Рид, Малинска-Планина, Беласица и Круша-Планина. 15 июня она вышла в район Куманово-Вране.
28 апреля 1944 началось аналогичное наступление сил вермахта в Западной Македонии, которое завершилось 16 июня. В бою участвовали албанские войска, части немецких 297-й пехотной и 1-й горнострелковой дивизии численностью в одну дивизию и части 15-й болгарской дивизии. Им противостояла 1-я косовско-македонская бригада, которая ежедневно вела бои за местечки Завой, Велмей, Извор, Луково и другие. Помимо того, партизаны отбили окрестности Дебарцы.

## Последствия
Планы немцев подавить сопротивление на востоке и западе Македонии провалились, к тому же партизаны освободили ещё больше территорий и очистили Брегалницу от оккупантов. После этого в Македонии пошла новая волна формирования бригад. В августе 1944 года была сформирована 41-я македонская дивизия НОАЮ, первая в стране. 2 августа того же года состоялось проведение первого заседания Антифашистского собрания по народному освобождению Македонии.